# HD 48265 b
HD 48265 b es un planeta extrasolar que se encuentra aproximadamente a 285 años luz en la constelación de Puppis, orbitando la estrella de tipo G HD 48265, de la secuencia principal. Este planeta orbita a una distancia de 0,45 UA y excentricidad, de 0,24. Su masa mínima equivale a 1,2 masas jovianas. Sin embargo solo se conoce su masa mínima, ya que la inclinación de la órbita no se conoce.
Este planeta fue descubierto el 29 de octubre de 2008 por Minniti et al. desde el observatorio de La Silla (Chile), usando el método de la velocidad radial.